# Outono
O outono (do latim autumnus) é a estação do ano que sucede o verão e antecede o inverno. Nas regiões de clima temperado ou subtropical é caraterizado por queda gradativa na temperatura e pelo amarelar e início da queda das folhas das árvores, que indica a passagem das estações (exceto nas regiões próximas à Linha do equador).
O outono do hemisfério norte é chamado de "outono boreal" e o do hemisfério sul é chamado de "outono austral".
O começo do outono, assim como o começo da primavera, é marcado pelo exato instante que os raios solares incidem perpendicularmente à linha do Equador. Isso resulta em dias e noites com duração iguais, fenômeno que é chamado de equinócio e ocorre duas vezes por ano. O outono nunca ocorre ao mesmo tempo nos dois hemisférios: se no Norte é outono, no Sul é primavera.

## Características

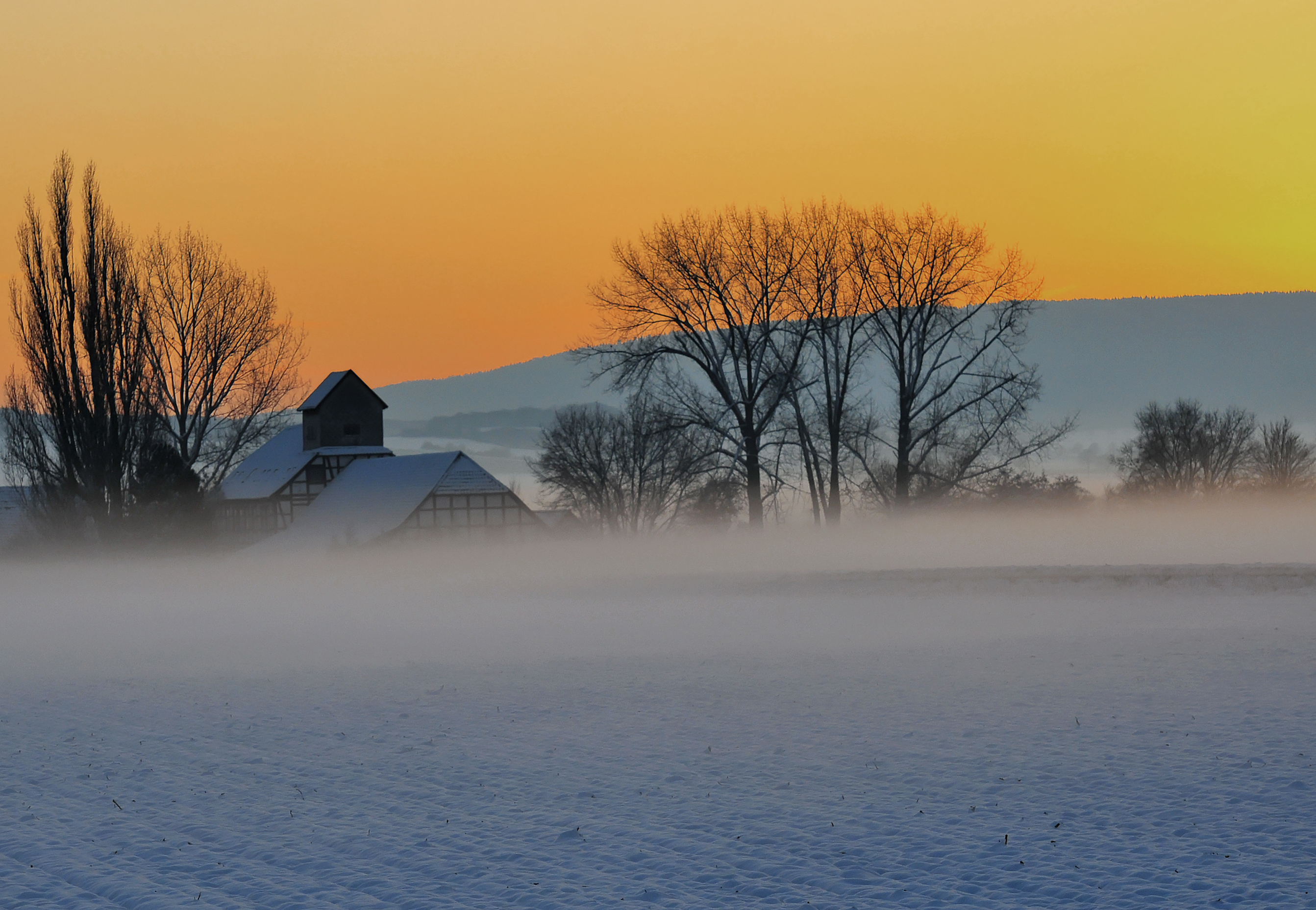
Esta paisagem da Baixa Saxônia, Alemanha, mostra uma das características da estação: os nevoeiros

As características gerais do outono são:
- é uma estação típica de regiões com clima temperado ou subtropical
- os dias vão ficando mais curtos e as noites mais longas (gradativa redução da luz solar diária ao longo dos dias)
- há queda gradativa da temperatura, conforme o transcorrer dos dias
- aumento da incidência de ventos
- maior incidência de nevoeiros pela manhã
- geadas e até neve não são raras
- diminuição da umidade do ar
- muitas espécies de árvores perdem as folhas
- há a frutificação de diversas espécies de plantas

## Hemisfério Norte

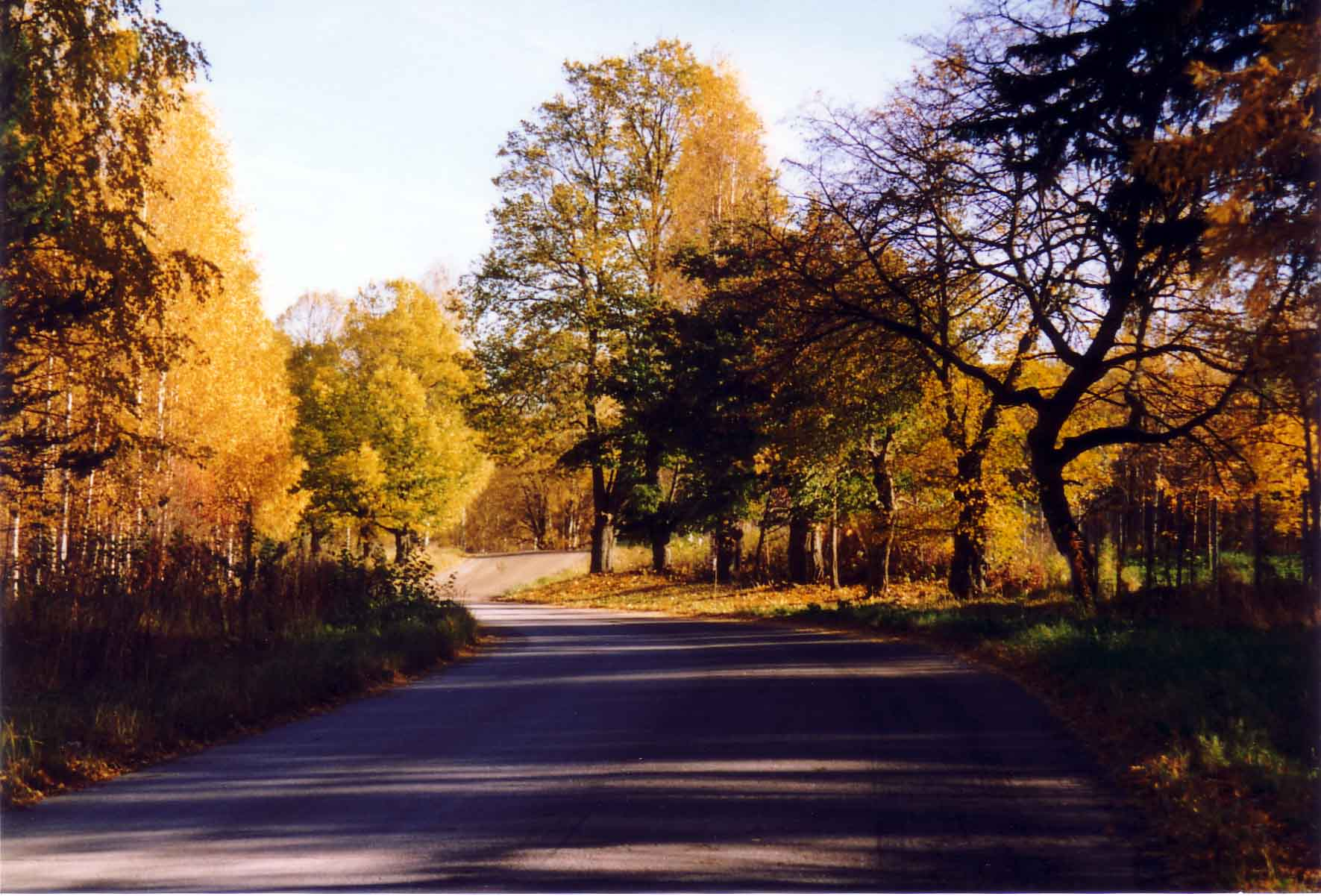
Paisagem outonal em Lappeenranta, na Finlândia, um dos países nórdicos

O outono do Hemisfério Norte tem início em 22 ou 23 de setembro e termina em 21 ou 22 de dezembro. A estação é típica de países mais afastados da Linha do Equador (acima do Trópico de Câncer, portanto) e é mais curta conforme a proximidade do Polo Norte. Na nórdica Islândia, por exemplo, o outono costuma durar apenas dois meses, entre setembro (temperatura média de 11 ºC) e outubro (temperatura média de apenas 7 ºC), até as temperaturas baixarem significativamente.
Um fenômeno comum do outono no centro e no leste dos Estados Unidos e na Europa é o chamado "verão indiano" (em inglês Indian summer), um período de "calor fora da estação" que geralmente ocorre no final de outubro ou novembro. Em Portugal tem o nome de "verão de São Martinho" e, assim como nos EU, ocorre por volta do final de outubro e início de novembro. No outono do Sul do Brasil seu equivalente seria o "verãozinho de maio" ou "veranico de maio".
```
"Outubro quente, traz o diabo no ventre."
 (Provérbio 
português
)
[
10
]
```

## Hemisfério Sul
O outono do Hemisfério Sul inicia em 20 ou 21 de março e termina a 20 ou 21 de junho. As características típicas dessa estação são observadas em regiões mais afastadas da Linha do Equador, situadas ao sul do Trópico de Capricórnio. 

### Outono no Brasil

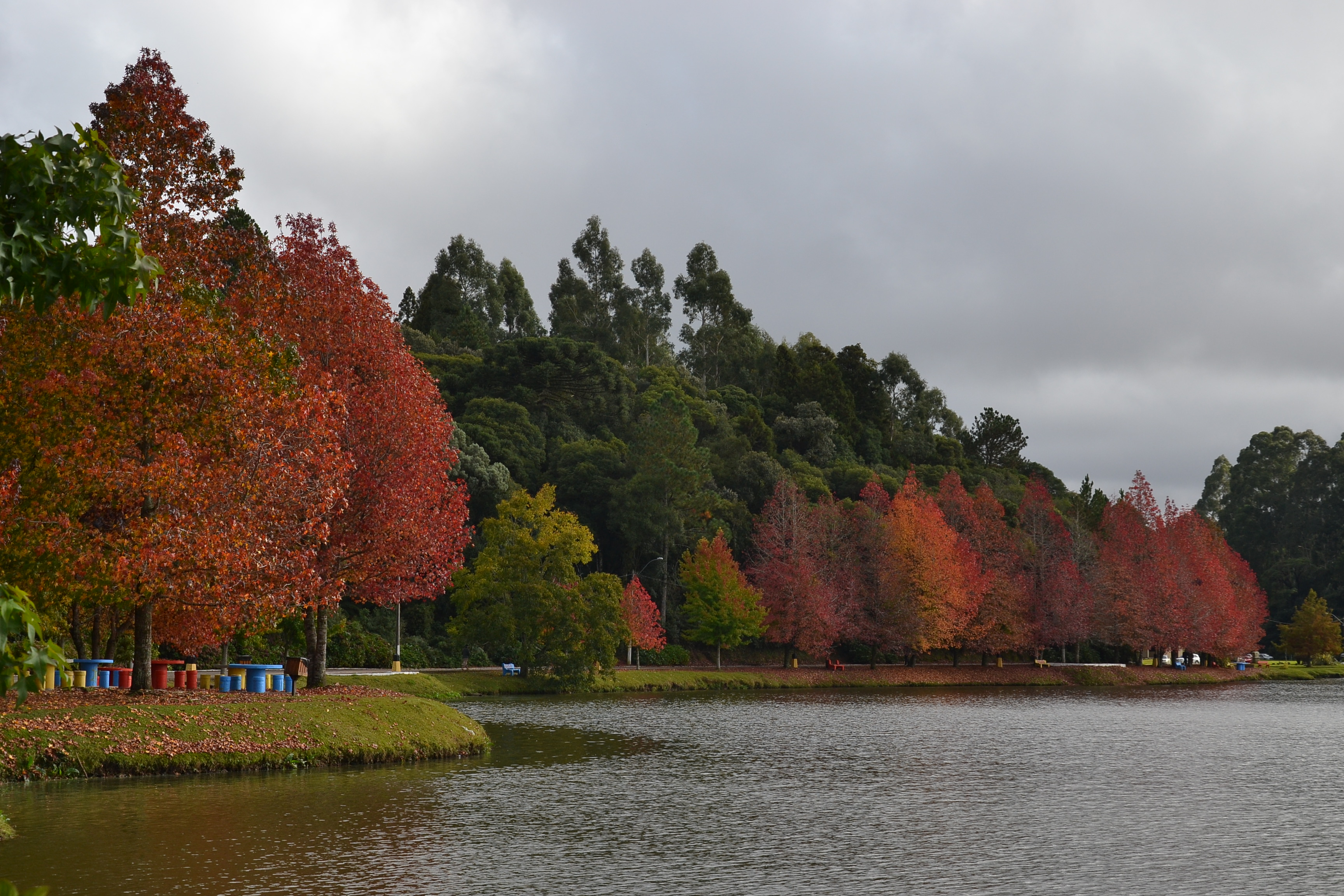
Paisagem típica do Outono nas regiões serranas do sul e sudeste do Brasil. São Francisco de Paula, Rio Grande do Sul.

Segundo o CPTEC (Centro de Previsão de Tempo e Estudos Climáticos), no outono no Brasil é "uma estação de transição entre o verão e inverno, quando se verificam características de ambas, ou seja, mudanças rápidas nas condições de tempo, maior frequência de nevoeiros e registros de geadas em locais serranos das Regiões Sudeste e Sul. Nota-se uma redução das chuvas em grande parte do país, com o registro dos maiores totais de chuva, superiores a 700 mm, no extremo norte das Regiões Norte e Nordeste e no leste do Nordeste, onde se inicia o período mais chuvoso. No restante do país, predominam totais de chuva entre 150 mm e 400 mm. Nas Regiões Sul, Sudeste e parte da Região Centro-Oeste do Brasil, as temperaturas tornam-se mais amenas devido à entrada de massas de ar frio, com temperaturas mínimas que variam entre 12 ºC e 18 ºC, chegando a valores inferiores a 10 ºC nas regiões serranas. Nestas mesmas áreas, as temperaturas máximas oscilam entre 18 ºC e 28 ºC. Nas Regiões Norte e Nordeste, as temperaturas são mais homogêneas: a mínima variando em torno de 22 ºC e a máxima variando entre 30 ºC e 32 ºC".
De acordo com o Climatempo: "de forma geral, a principal característica da estação é a grande redução da frequência e do volume de chuva na maior parte do país. Porém, para muitas áreas da Região Norte e do Nordeste, outono é sinônimo de aumento da chuva. Na costa norte do Nordeste, entre o Rio Grande do Norte e o Maranhão, outono é o pico da estação chuvosa. Na costa leste do Nordeste, já podem ocorrer os DOL - Distúrbios Ondulatórios de Leste que trazem chuva forte e volumosa para a faixa leste, especialmente entre o Rio Grande do Norte e a região de Salvador".

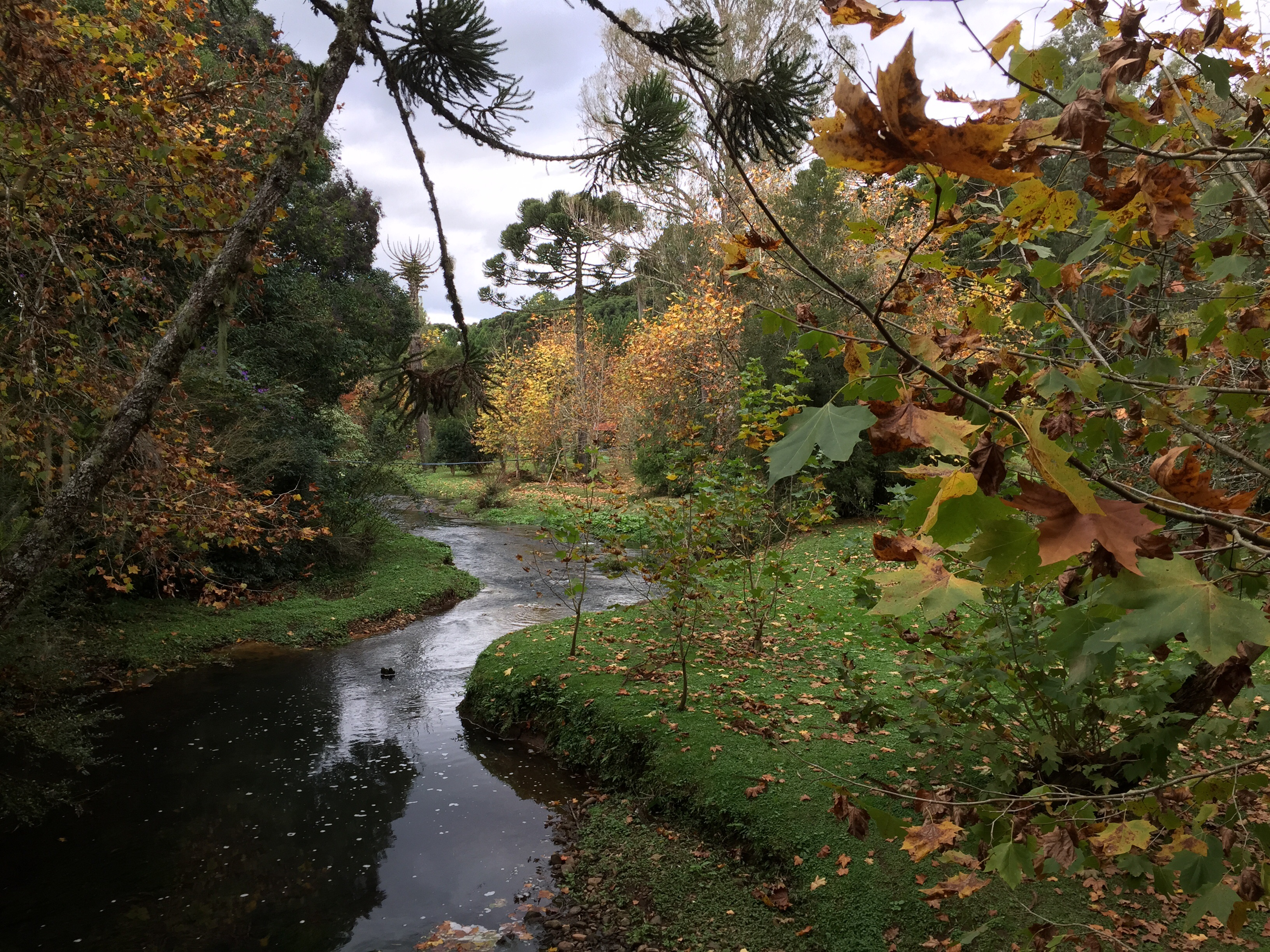
Paisagem outonal clássica, com as folhas amarelando e caindo, da cidade de Canela (Rio Grande do Sul)

### Outono no Sul do Brasil
Por ser a única região de clima subtropical no país e que, portanto, tem as quatro estações bem definidas, o outono é bem característico nesta região, com a queda gradativa das temperaturas e o aumento da incidência de ventos, por exemplo. As frentes frias não são incomuns, o que pode fazer as temperaturas caírem para abaixo dos 10 ºC algumas vezes. Pode haver nevoeiros, geadas e até queda de neve conforme as semanas avançam rumo a junho, quando inicia o inverno.
Já em maio, ao menos no Rio Grande do Sul, o "veranico de maio" é bastante tradicional.
Além disto, há também a frutificação e a queda das folhas de diversas espécies de árvores. 
Muitos pássaros (e algumas outras espécies) iniciam a migração rumo a regiões mais quentes do planeta para escapar do frio. Além destes, diversas espécies de animais, como esquilos e marmotas, recolhem alimentos na estação para estocá-los para o inverno, quando hibernam.